# Doctor Odyssey
Doctor Odyssey är en amerikansk dramaserie som hade premiär den 26 september 2024 på ABC. Serien, som består av 13 avsnitt, är skapad av Jon Robin Baitz, Joe Baken och Ryan Murphy.

## Handling
Serien kretsar kring Max (Joshua Jackson) som är den nya läkaren ombord på ett lyxkryssningsfartyg där personalen jobbar hårt och roar sig hårdare.

## Rollista (i urval)
- Joshua Jackson as Dr. Max Bankman
- Phillipa Soo - Avery Morgan
- Sean Teale - Tristan Silva
- Don Johnson - Robert Massey

- Rachel Dratch - Mrs. Rubens
- Tom McGowan - Burt Rubens
- Shania Twain
- Chord Overstreet - Sam
- Gina Gershon - Lenore
- John Stamos
- Kelsea Ballerini
- Cheyenne Jackson
- Laura Harrier